# Пюссі
Пюссі (ест. Püssi) — місто в волості Люганузе повіту Іда-Вірумаа, Естонія.

## Географія
Розташований на північному сході Естонії, на східному березі річки Пуртсе і західному березі річки Кохтла (Роонду), біля залізниці Таллінн — Нарва, за 3 кілометри на схід від Ківіілі. Відстань до волосного центру — селища Люганузе — 1 кілометр, до повітового центру — міста Йихві — 19 кілометрів. Висота над рівнем моря — 46 метрів.

## Населення
За даними перепису населення 2011 року, кількість жителів міста становила 1 083 осіб, з них 581 (53,6 %) — естонці, інші — російськомовні.
За даними перепису населення Естонії 2021 року у місті проживало 868 осіб, з них 482 особи (55,53) %) — естонці, 316 осіб (36,41 %) — росіяни, 17 осіб (1,96 %) — українці, 16 осіб (1,84 %) — білоруси, 12 осіб (1,38 %) — фіни, 3 особи (0,35 %) — татари, 3 особи (0,35 %) — латиші, 3 особи (0,35 %) — поляки, 15 осіб (1,73 %) — інші, 3 особи (0,35 %) — невідомо.
За даними перепису населення Естонії 2021 року:
- частка населення старше 65 років у структурі населення міста становила 33,18. % населення (288 осіб), а частка населення молодше 14 років становила 9,1 % (79 осіб);
- у місті проживало 868 осіб, з них громадян Естонії — 73,39 % (637 осіб), громадян Росії — 17,63 % (153 особи), осіб без громадянства — 6,8 % (59 осіб)), громадян інших країн — 2,19 % (19 осіб). За даними перепису населення Естонії 2021 36,41 % населення міста становлять росіяни чи 0,1 % всіх росіян Естонії, які проживають у Йихві.
- у місті проживає 0,19 % (153 осіб) всіх громадян Росії проживають в Естонії.
- у місті проживає 0,09 % (59 осіб) всіх апатридів Естонії.
- у місті проживало 868 осіб, з них для 471 особи (54,26) % населення Пюссі) естонська мова була рідною, а для 379 осіб (43,66 % населення Пюссі) російська мова була рідною, для 4 осіб (0,46 % населення Пюссі) українська мова була рідною, для 4 осіб (0,46 % населення Пюссі) білоруська мова була рідною, для 4 осіб (0,46 % населення Пюссі) латиська мова була рідною, для 3 осіб (0,35 % населення Пюссі) фінська мова була рідною, для 4 осіб (0,46 % населення Пюссі) інша мова була рідною, для 3 особи (0,35 % населення Пюссі) рідна мова невідома.
Чисельність населення міста Пюссі :
| Рік     | 1989  | 2000    | 2010    | 2011    | 2017  | 2018  | 2019  | 2020  | 2021  |
| ------- | ----- | ------- | ------- | ------- | ----- | ----- | ----- | ----- | ----- |
| Жителів | 2 532 | ↘ 1 872 | ↘ 1 802 | ↘ 1 083 | ↘ 966 | ↘ 917 | ↘ 907 | ↘ 876 | ↘ 863 |

## Історія
У писемних джерелах Пюссі вперше згадано в 1472 (Püssz).
Початок формування Пюссі як селища поклав будівництво в 1869 залізниці Ревель — Петербург. Менше ніж за два роки було закінчено 4-класний вокзал Ізенгоф (потім Пюссі, зруйнований у 1944 році під час війни).
Селище стало розвиватися поряд із залізницею у 1920-х роках. Першим місцем для роботи в Пюссі була лісопильня колишньої мизи Пюссі, на березі річки Пуртсе (у зв'язку з чим миза Пюссі також називалася Нове Пуртсе (ест. Uus-Purtse, нім. Neu-Isenhof)). Колись на території міста працювали підприємства з виробництва меблів, завод із перероблювання кави, шкіряно-дубільний завод, електростанція. Останню збудували наприкінці 1930 року. Негоціант Антон Нурк торгував у Пюссі різними товарами від солі до заліза, а також сучасними верстатами.
У 1926 року на залишках головного будинку мизи Пюссі закінчилося будівництво Пюссиской школи (нині Люганузеська середня школа). Будівлю внесено до Державного регістру пам'яток культури Естонії.
Пюссі отримав статус селища в 1954 році, статус міста — в 1993.
До 2013 року був міським муніципалітетом. У 2013 році увійшов до складу волості Люганузе . Рішення про це було прийнято одноголосно всіма членами міських зборів.

## Уродженці
- Нефф Тимофій Андрійович

## Економіка
Найбільшим роботодавцем міста є підприємство з виробництва дерев'яних плит AS Repo Vabrikud. У березні 2020 року, у зв'язку з економічною кризою, викликаною пандемією коронавірусу, завод оголосив про закриття (тимчасове або остаточне — невідомо). За даними Податкового регістру, станом на 30 вересня 2020 року чисельність його працівників становила 184 особи.

## Інфраструктура
У місті є будинок культури, бібліотека, дитячий садок, молодіжний центр, спортклуб та денний центр.
Діти Пюссі ходять у Люганузеську основну школу, середню школу Ківіілі та російську гімназію Ківіілі.
У місті працює сімейний лікар, до регіону обслуговування якого входить вся волость Люганузе. Працює зубний лікар, є аптека.

## Галерея

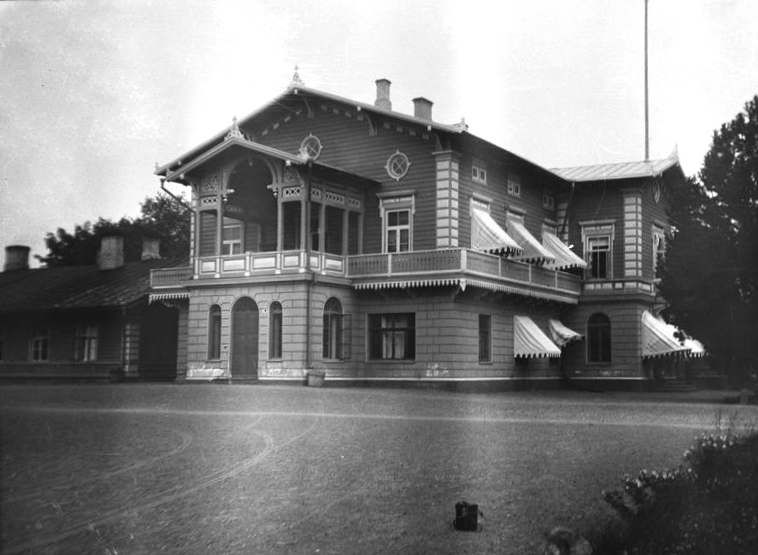
Головна будівля мизи Пюссі на початку XX століття
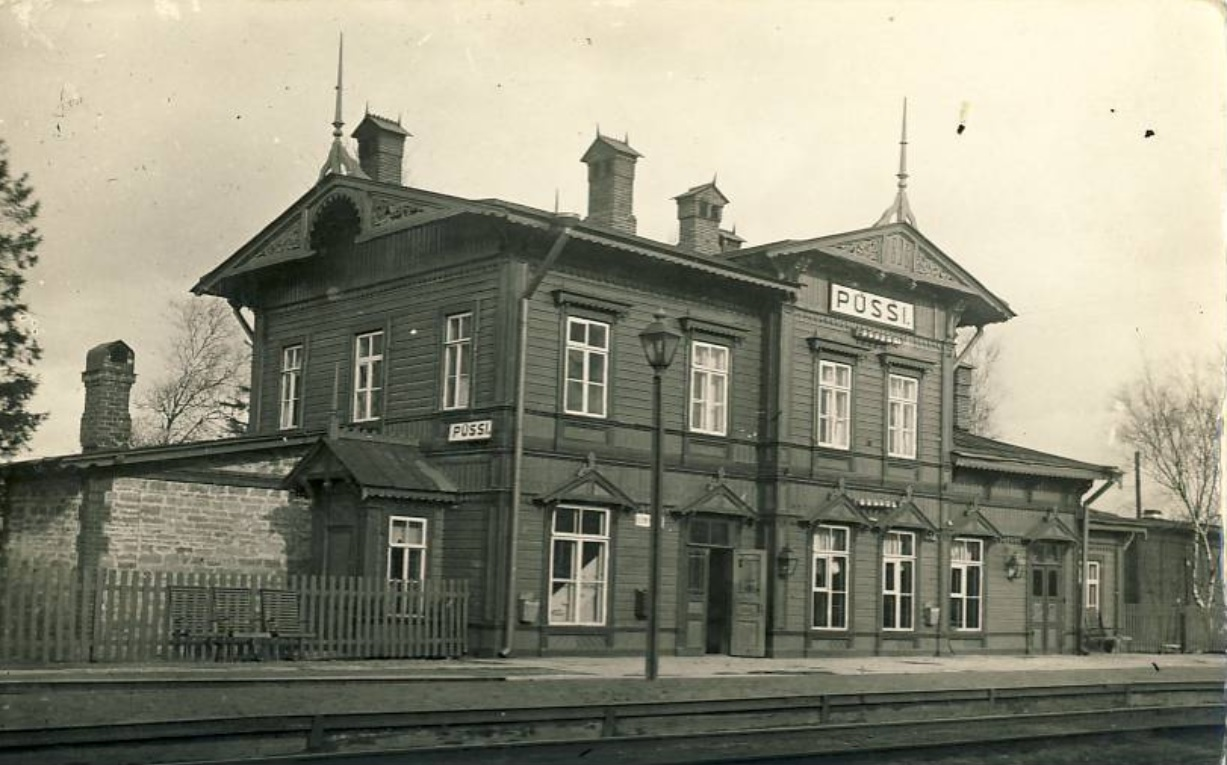
Вокзал Пюссі до ІІ світової війни
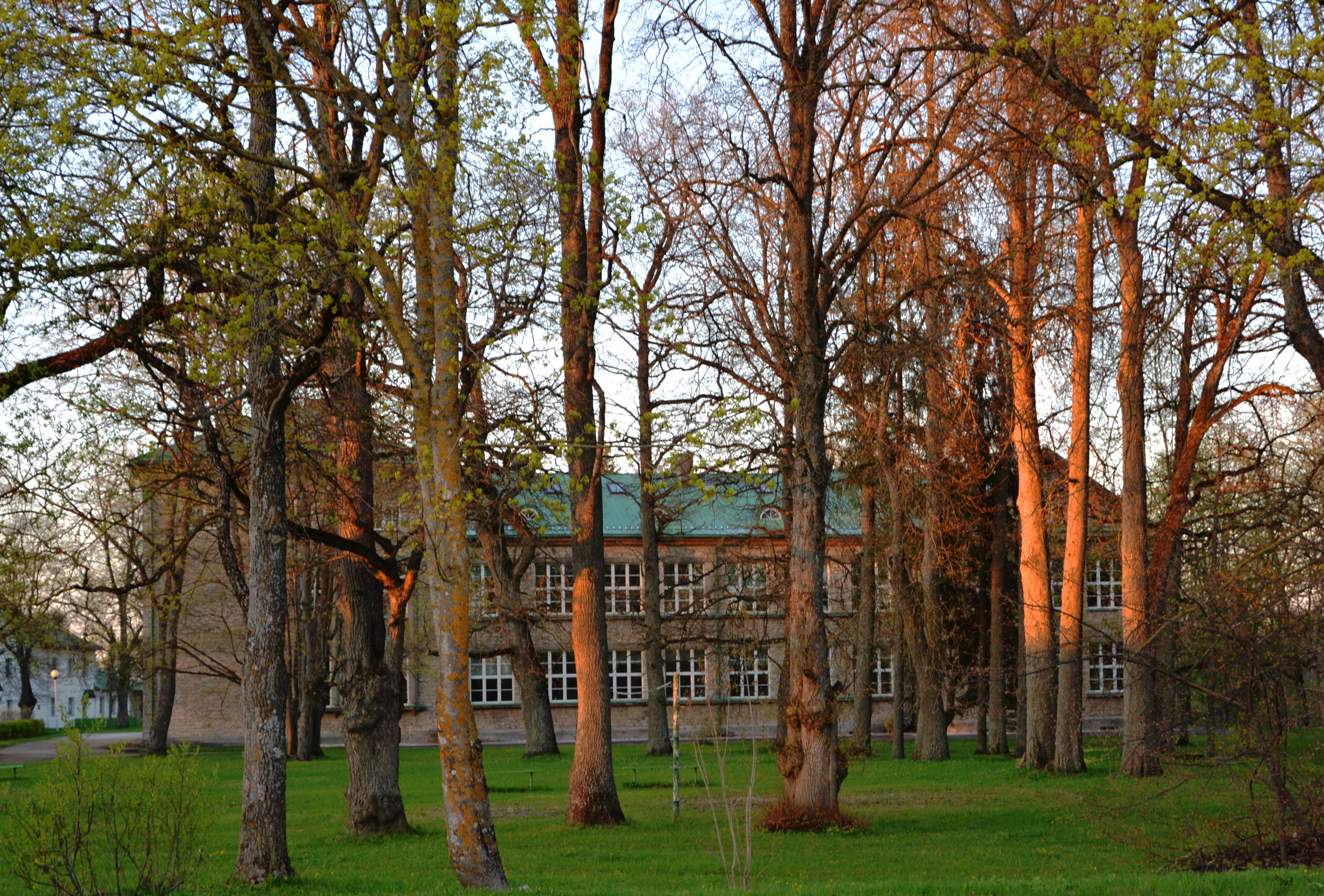
Будівля Пюссиської школи
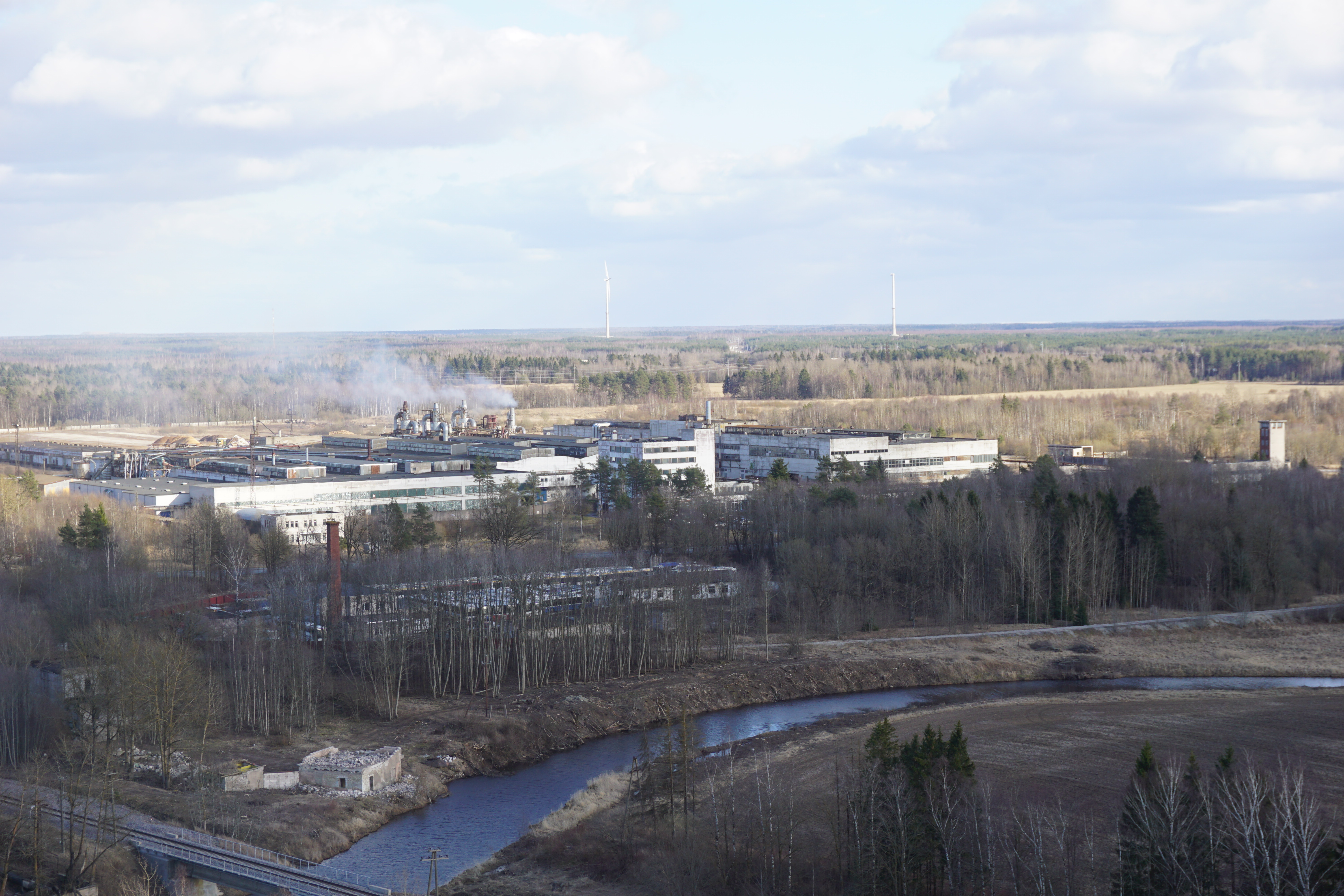
Завод акціонерного товариства Repo Vabrikud